# Dudley W. Buffa
Dudley W. Buffa (San Francisco, 8 dicembre 1940) è un avvocato e scrittore statunitense autore di romanzi gialli tradotti in diverse lingue. Ha creato il personaggio dell'avvocato-investigatore Joseph Antonelli.

## Biografia
Buffa ha conseguito il Bachelor of Arts all'Università statale del Michigan nel 1963. Dal 1970 al 1974 ha lavorato come istruttore all'Università statale del Michigan, poi si è dedicato all'attività politica, diventando assistente del senatore Philip A. Hart dal 1974 al 1977. Dal 1977 al 1978 ha lavorato al National Rural Center degli USA, dove ha ricoperto l'incarico di direttore della Regione medio-occidentale degli USA. Dopo la parentesi politica ha ripreso i suoi studi, conseguendo il Juris Doctor alla Wayne State University nel 1979, il Master of Arts e il Ph.D. all'Università di Chicago nel 1980. Dopo il dottorato, Buffa ha lavorato come professore assistente di economia aziendale all'Università statale dell'Oregon fino al 1985.
Nel 1984 ha pubblicato il suo primo libro, un saggio di argomento politico intitolato Union Power and American Democracy. Dopo il 1985 ha esercitato per circa un decennio l'attività di avvocato penalista. Nel 1997 ha pubblicato il suo primo romanzo, The Defense (lett. "La difesa"), un thriller legale in cui esordisce il personaggio di Joseph Antonelli, giovane avvocato penalista dell'Oregon. Dopo il romanzo di esordio, ha pubblicato i romanzi The Prosecutor (lett. "L'accusa") nel 1999 e The Judgement (lett. "Il giudizio") nel 2001, romanzo che nel 2002 è stato designato fra i cinque titoli finalisti per l'assegnazione del Premio Edgar Allan Poe per il migliore romanzo.
In seguito al successo letterario, Buffa si è dedicato a tempo pieno alla scrittura. Oltre ai romanzi gialli con Joseph Antonelli, ha pubblicato romanzi a sfondo politico con il personaggio del senatore Bobby Hart, romanzi storici ambientati nell'Europa occidentale e altri romanzi di argomento vario. Buffa ha pubblicato in totale ventidue romanzi e tre saggi.

## Opere

### Romanzi

#### Serie con Joseph Antonelli
- The Defense, Henry Holt, 1997 (Edizione italiana: La difesa, Polillo, 2004)
- The Prosecution, Henry Holt, 1998 (Edizione italiana: L'accusa, Polillo, 2005)
- The Judgement, Warner Books, 2001 (Edizione italiana: Il giudizio, Polillo, 2006)
- The Legacy, Warner Books, 2002 (Edizione italiana: L'imputato, Polillo, 2007)
- Star Witness, G. P. Putnam’s Sons, 2003
- Breach of Trust, G. P. Putnam’s Sons, 2004 (Edizione italiana: Fiducia tradita, Polillo, 2006)
- Trial by Fire, G. P. Putnam’s Sons, 2005 (Edizione italiana: Condanna sommaria, Polillo, 2007)
- Necessity, Polis Books, 2018
- The Privilege, Polis Books, 2021

#### Serie con Bobby Hart
- Rubicon, Polis Books, 2008
- Hillary, Polis Books, 2016

#### Serie del Quartetto occidentale (Western Quartet)
- Helen, 2014
- Julian's Laugher, Blue Zephyr, 2020
- The Autobiography of Niccolò Machiavelli, Blue Zephyr, 2020
- Neumann's Last Concert, 2021

#### Altri romanzi
- Evangeline, Allen & Unwin, 2006 (Edizione italiana: Il naufragio, Polillo, 2008)
- The Grand Master, Blue Zephyr, 2010
- The Swindlers, Polis Books, 2011
- The Dark Backward, Polis Books, 2011
- The Last Man, Polis Books, 2013
- The 45th, Polis Books, 2019
- Lunatic Carnival, Polis Books, 2023

### Saggi
- Union Power and American Democracy: The UAW and the Democratic Party, 1935-1972, University of Michigan Press, 1984
- Union Power and American Democracy: The UAW and the Democratic Party, 1972-1983, University of Michigan Press, 1984
- Con Morley Winograd (coautore): Taking Control: Politics in the Information Age, Henry Holt, New York, 1996